# Parafia Tangipahoa
Parafia Tangipahoa (ang. Tangipahoa Parish) – parafia cywilna w stanie Luizjana w Stanach Zjednoczonych. Obszar całkowity parafii obejmuje powierzchnię 823,27 mil2 (2 132,26 km²). Według danych z 2010 r. parafia miała 121 101 mieszkańców. Parafia powstała 6 marca 1869.

## Sąsiednie parafie
- Hrabstwo Pike (Missisipi) (północny wschód)
- Parafia St. Tammany (wschód)
- Parafia Washington (wschód)
- Parafia Jefferson (południowy wschód)
- Parafia St. John the Baptist (południowy zachód)
- Parafia Livingston (zachód)
- Parafia St. Helena (zachód)
- Hrabstwo Amite (Missisipi) (północny zachód)

## Miasta
- Amite City
- Hammond
- Independence
- Kentwood
- Ponchatoula
- Roseland

## Wioski
- Tangipahoa
- Tickfaw

## CDP
- Natalbany